# Бодо, Шанталь
Шанталь Бодо (Шанталь Натали Бодо Хименес) (исп. Chantal Nathaly Baudaux Jiménez) (род. 4 января 1980, Каракас, Венесуэла) — венесуэльская актриса.
Свою звёздную карьеру Шанталь Бодо начала в модельном бизнесе. В большей степени ей помогла её необычайная внешняя красота. Её мать испанка, а отец — француз. От последнего Шанталь унаследовала имя и светлый цвет кожи.
Российскому зрителю Шанталь известна прежде всего по её роли в венесуэльской теленовелле «Жена Иуды» (сериал известен в России также под названием «Вино Любви») — это её первая главная роль. До сериала «Жена Иуды» Шанталь также снимается в трёх теленовеллах, где играет второстепенные роли. За красивой внешностью всякий раз раскрывается сильная и бескорыстная натура. Шанталь любит рок-музыку и фильмы ужасов.

## Фильмография
- 1998 — Любовь к року («Hoy Te Vi»)
- 2000 — Мои три сестры («Mis Tres Hermanas»)
- 2001 — Кариссима («Carissima»)
- 2002 — Жена Иуды («La Mujer de Judas»)
- 2003 — Куаима («La Cuaima»)
- 2004 — Избалованная красотка («Negra Consentida»)
- 2005 — Любовники («Amantes»)